# Orbilia eucalypti
Orbilia eucalypti är en svampart som först beskrevs av W. Phillips & Harkn., och fick sitt nu gällande namn av Pier Andrea Saccardo 1889. Orbilia eucalypti ingår i släktet Orbilia och familjen vaxskålar.  Arten är reproducerande i Sverige. Inga underarter finns listade i Catalogue of Life.